# Callistethus chloromelus
Callistethus chloromelus är en skalbaggsart som beskrevs av Gilbert John Arrow 1911. Callistethus chloromelus ingår i släktet Callistethus och familjen Rutelidae. Inga underarter finns listade.